# Matias Tuomi
Matias Tuomi (* 30. September 1985 in Kauniainen) ist ein ehemaliger finnischer Squashspieler.

## Karriere
Matias Tuomi begann seine Karriere im Jahr 2006 auf der PSA World Tour. Seine höchste Platzierung in der Weltrangliste erreichte er mit Rang 115 im November 2016. Er ist Mitglied der finnischen Nationalmannschaft. Mit dieser nahm er 2003, 2005, 2007, 2009, 2011, 2013 und 2017 an Weltmeisterschaften teil. Auch gehörte er über zehnmal zum finnischen Aufgebot bei Europameisterschaften. Im Einzel stand er 2012 im Hauptfeld und erreichte das Achtelfinale. 2017 wurde er finnischer Vizemeister.

## Erfolge
- Finnischer Vizemeister: 2017